# Ängelholms station
Ängelholms station är en järnvägsstation utmed Västkustbanan och ligger drygt 600 meter från Ängelholms centrum. Stationen invigdes 1885 och trafikeras av Skånetrafikens Pågatågen samt av Öresundståg.

## Kort historia
Den nuvarande stationen invigdes år 1885 i samband med att Skåne-Hallands Järnväg (Helsingborg-Ängelholm-Halmstad) blev färdig. Seden 1875 låg en äldre station cirka en kilometer söderut som tillhörde Landskrona-Ängelholms Järnväg (Landskrona-Billesholm-Åstorp-Ängelholm). Den stängdes 1886 sedan man dragit in spår till den nya stationen. Det året, 1886, öppnades också Malmö-Billesholms Järnväg (Malmö-Kävlinge-Billesholm) och gav Ängelholm direkt järnvägsförbindelse till Malmö. Samtidigt blev Mellersta Hallands Järnväg färdig med sin linje från Halmstad via Falkenberg till Varberg.
År 1888 öppnades Göteborg-Hallands Järnväg (Varberg-Kungsbacka-Göteborg) och slöt därmed det sista gapet i vad som skulle bli Västkustbanan efter statens övertagande. Detta skedde den 1 januari 1896 genom att staten löste in samtliga bolag. Men redan från 1892 gick det genomgående tåg från Göteborg till antingen den nyöppnade tågfärjelinjen i Helsingborg eller till Malmö. Dessa förgrenade sig i Ängelholm fram till 1991 då Knutpunkten i Helsingborg öppnade och samtliga persontåg började gå den vägen.

## Trafik
Stationen trafikeras inte av SJ:s fjärrtåg utan stationen trafikeras enbart av Pågatågen som går Förslöv–Helsingborg (ibland från Halmstad) och av Öresundståg som går Göteborg–Malmö– Köpenhamn. Pågatågen har en turtäthet på timmestrafik med förtätning till halvtimmestrafik i rusningstid medan Öresundståg har timmestrafik.

## Service
Stationshuset inhyser kiosk med servering, toaletter samt Taxi Ängelholm.